# 最後のレストラン
『最後のレストラン』（さいごのレストラン）は、藤栄道彦による日本のグルメコメディ漫画、および、それを原作とするテレビドラマ。

## 概要
『月刊コミックバンチ』（新潮社）にて、2011年4月号から2024年4月号（2024年2月21日発売）まで連載。当初は隔月ペースでの連載だったが、2018年からは毎月連載に変更。話数表記は「GUEST.○」（最終話は「The Last Guest」）。初期基本は、1話1人物の一話完結型ストーリーになっているが、後年複数人で複数話に跨ぐことも見受けられる。
『月刊コミックバンチ』は2024年5月号で最終号となったが、後継のWeb雑誌『コミックバンチKai』にて『最後のレストラン Dante』が2024年5月3日より掲載されている。
登場する歴史上の有名人に、実在の人物をモデルとしたり、『包丁人味平』や『ジョジョの奇妙な冒険 Part4 ダイヤモンドは砕けない』といった他の漫画作品に関するネタが盛り込まれたりしている。
南信長は著書『マンガの食卓』において、料理人本人が過去の時代へとタイムスリップする他のグルメマンガと比較し、本作は歴史上の偉人が現代にタイムスリップし、料理に対して無理難題を吹っ掛けるという逆転の発想を挙げると共に、その設定に感心している。また教科書のイメージと異なる偉人像、食材や調理法に関する時代考証的な薀蓄を興味深いとしている。
コミックス6巻発売時には、藤栄には初となるサイン会を開催している。
『月刊コミック@バンチ』2015年2月号（2014年12月20日発売）からは園場の従妹である成雪（なり ゆき）を主人公とするスピンオフ作品『最後の小料理屋』が不定期連載されるようになった。『最後のレストラン』コミックス7巻より収録されている。
『月刊コミック@バンチ』2016年3月号（2016年1月21日発売）にて、TVドラマ化の決定が報じられ、2016年4月26日から6月14日まで全8回がNHK BSプレミアムで放映された。#テレビドラマ参照。
本作5巻でメアリー・ステュアートを採り上げたことが縁となって、藤栄は2019年に日本公開された歴史映画『ふたりの女王 メアリーとエリザベス』の試写会に招待され、イラストコメントを寄せている。

## あらすじ
園場凌は父の後を継いでレストラン「ヘブンズドア」オーナー兼シェフとなったが、園場が店を継いだ途端に従業員が減り、客足も遠ざかっていたために閉店する理由ばかりを探すようなことになる。だが、店を訪れる「おかしな客」達からの無理難題のような注文を従業員の有賀千恵や前田あたり、過去に帰れず従業員として居付いたジャンヌ・ダルクと共に機転を利かせてこなして客から感謝や賞賛の言葉を送られたことで、園場も徐々に遣り甲斐を見出し始め、店の看板料理（スペシャリテ）「ヘブンズドア風オムレツセット」も考案した（GUEST.15より）。これに伴い、店にも少しずつ活気が戻り、マスコミにも取り上げられるようになった。
偽者が登場したり、園場を慕う若手料理人が独断で「ヘブンズドア 2号店」をオープンしたり。園場自身にもお見合いの結果、付き合うような形になる女性・茂野月好美が現れる。
ジル・ド・レが来店した際にボヤ騒ぎを起こし、店の改装を行うことになる。最初の偉人客であった織田信長の残した備前長船光忠が縁となり、外務大臣岸開成が資金を貸与、来店したバイエルン王ルートヴィヒ2世が設計を行って、ヘブンズドアは生まれ変わる。
「ヘブンズドア 3号店」もでき、次第に有名になっていった園場は一流ホテルのレストランの厨房も任されるようになる。世界的なシェフからも園場と共に仕事がしたいと声がかかるようになったころ、ジャンヌに脳腫瘍が見つかる。手術は困難で、仮に成功しても記憶障害が出る可能性が高い。これまでの自分を失くす手術を拒否するジャンヌに、園場は強く願った。その願いを聞き届けたのは、前田に憑依していた天使であった。
火刑にされるジャンヌが最後に「この十字架を持つものを幸せに」と願いを込めた粗末な十字架。長らく持ち手の現れなかった十字架であったが、それを園場の父が購入。息子の凌に遺したのであった。しばらく園場を見守っていた天使であったが、あまりにも園場の性格が酷いため、歴史上の偉人たちと接すれば改まるだろうと、前田に憑依し、偉人たちを送り込んでいたのであった。
そして、ジャンヌと茂野月とは同一の魂を持つ者であり、ジャンヌの魂と記憶は茂野月に引き継がれた。
園場と茂野月＝ジャンヌは、2人でフランスへと旅立って行く。

## 登場人物

### ヘブンズドア
園場 凌（そのば しのぐ）
主人公。父からレストラン「ヘブンズドア」を受け継いだオーナーシェフ。28歳。高校卒業後、調理専門学校で学び、帝都ホテル厨房で修業を積んだ。
料理の技術や発想力は高いものの、根っからマイナス思考で無気力、かつ卑屈な性格。そのくせプライドは高いという「ダメ人間の要素を全部持っている」男。金に汚く、権威に弱く、嫌なことがあれば逃げ、楽な方へと流れることを躊躇わないタイプだが、その一方で料理人としてのプライドは非常に高く、どんな権威や大金に対しても、弱音を吐きながらも一線を譲ることが無い。また、世に出せば億の値が付くだろう代物を故人を偲んで灰にするなど、高い人間性を持つ。
先代のオーナーシェフであった父は（GUEST.2時点から）1年前に他界、母親（未登場）と同居している。父親は亡くなる前年フランス旅行の折ジャンヌ由来の奇跡を起こすロザリア（売り主談）を息子のために遺している。
名前の由来は「その場しのぎ」から。
テレビドラマ版ではフランスで料理修業した経験を持つ天才肌の料理人。料理の技術や発想力に高いものがあるが、追いつめられるとその場しのぎに逃げ出す癖もあり、独特な倒れ方でたびたび気絶する。原作では来店する有名人たちを「有名人の真似をする変わった人」と認識しているが、テレビドラマ版では後半、本物の有名人と認識するようになっている。
有賀 千恵（ありが ちえ）
ヘブンズドアのアルバイト。17歳の女子高校生。「にょ?」が口癖。特殊な技能はないが、明るく人懐っこい性格で、店のムードメーカーのような存在。園場を励ましたり発破を掛けたりしてやる気を出させようとしているが、園場のあまりのマイナス思考振りに憤慨し、雇用主が相手とは思えないような乱暴な態度をとり、初対面の人間に対しても平気で「人間の底辺」「人間のクズ」として紹介することもしばしば。前田とは正反対のタイプであるにもかかわらず、プライベートでもよく2人で一緒にいる。
両親と姉との4人暮らしで、就職しても自宅に居座る姉の存在が鬱陶しくて（朝の洗面台の取り合いなどの些細な事案）、現実逃避的に弟だったらと良かったと思った矢先にタイムスリップしてきて元の時代に戻れなくなった安徳天皇を家族に頼み込んで引き取ってからは、弟が出来たと一緒の寝所で寝ているほどである。
名前の由来は「ありがち」から。
テレビドラマ版ではナレーションも務め、高校ではなくパティシエの専門学校に通っている。鏡に映る姿がぼやけるといったような現象もある。テレビドラマ版最終話（第八皿）で以下の事実が明らかにされた。第1話（第一皿）の1年前にヘブンズドアのアルバイト面接に行く途中で交通事故に遭い意識不明となったが、その後、毎月事故のあった日にヘブンズドアを訪れていた。最後は、自分自身も来店した有名人たち同様の死の直前であったことを受け入れ、ヘブンズドアを後にする。
前田 あたり（まえだ あたり）
ヘブンズドアのアルバイト。19歳の女子大学生。極めて冷静沈着な性格の持ち主で、レストランでの騒動や不可思議な出来事に直面してもほとんどの場合平然としており、無表情に近いがたまに笑うと両頬に笑窪が浮かぶ。語学に極めて堪能であり、英語はもちろんフランス語等現代外国語だけでなく古代言語等の多種多様な言葉による会話を行い、店を訪れる古今東西の有名人が誰かを瞬時に見抜いて通訳をこなす。未成年ではあるがワインの知識もあり、ソムリエ代わりに客にワインの説明を行っている。博覧強記で、歴史や文化についての造詣も深く、前田のアドバイスが「最後の料理」のヒントとなることも多い。しかし時折、自身の歴史や言語の知識の出処が自分自身でも分からなくなる様子があり、深く考えようとすると思考が中断される様子がある。
同様に語学堪能で何でもこなせる従姉妹がホテルに勤めているという裏設定があり、コンシェルジュ特別編（『コンシェルジュ プラチナム』8巻収録）で従姉妹の結婚式に出席、1コマだけ出演している。数少ない弱点としては、料理の味付けが下手、ダンスなど振り付けは覚えられるが表情が伴わなずワイクルーに例えられるレベルといったものがある。
薄々ではあるが店を訪れる有名人が本物であることに気付いており、またタイムスリップの法則に関してある仮説を立てているため、ジャンヌや言仁の言動には注意を払い、園場には2人からは何も受け取らないように進言している。
名前の由来は「あたりまえだ」から。
テレビドラマ版では、ヘブンズドアに先代時代から勤務するソムリエ。フランスで修業していたころの園場と面識があり、園場の料理の才能を愛している。

### その他
ジャンヌ・ダルク
中世イギリスの異端審問裁判で火刑により死ぬ直前にヘブンズドアへ飛ばされてきた、過去の人物。園場のことを死刑から自分を救ってくれた唯一神と勘違いしている。
礼儀正しくまじめで信心深い性格だが、少々タガが外れている部分があり、刃物を持たせてはいけないタイプ。特に当時の戦争相手であったイギリス人を目の前にすると殺気をまき散らし襲い掛かる。
当初は園田を神、現代を神の国と信じていたが、暮らしていく中でここが現実であり、園田もまた一人の人間だと悟っていく。同時に、園田に対して一人の人間として敬愛を深めていき、絶対の信頼と恋心を寄せるようになる。
極めて敬虔なカトリックであるため、卵やミルクもとらないベジタリアン。ウェイトレス姿の際には元の時代から持ってきたプレートアーマーの脚部を装備しており、それもあってか、見た目にそぐわぬ怪力の持ち主。
フランス語のみならず英語やドイツ語も日常会話程度ならこなせるため、前田が不在の際には通訳を務めることもある。
テレビドラマ版では、第七皿「楊貴妃様御来店」終盤で自ら十字架のネックレスを園場に渡し元の時代へと帰っている。ただし、火刑にはなっておらず元の時代で結婚し、子を成したことが500年以上留めおかれ、現代のヘブンズドアに届いた手紙で語られている。千恵が自分同様、死の直前に来店している存在だったことには気づいていた模様で、元の時代へ帰る前に千恵に声をかけている。
ヴォルフ
アドルフ・ヒトラーの飼い犬ブロンディの子であり、自殺前のヒトラーを導くようにヘブンズドアにやってきた。ヒトラーは懐中時計を渡して元の時代に戻ったが、ヴォルフは戻らずそのまま店で飼われることになった。普段は店の外の犬小屋にいる。
御奴 心（みやつこ こころ）→樋上 心（ひがみ こころ）
園場の父の代にヘブンズドアで働いてたことがある女性料理人。高校卒業後、園場と同じ調理専門学校で学び、同じ帝都ホテル厨房で修業した間柄でヘブンズドアの従業員の中で最も彼の性格を把握しており、園場を「凌クン」もしくは「あんた」と呼ぶ。園場とは同年産まれであるが御奴のほうが5か月ほど誕生日は遅い。
園場の父が死んだ後はホテルのレストランに勤めていたが、経営者と悶着を起こし免職となったため、以前の勤め先であるヘブンズドアに職を求めて訪れた。料理の腕は確かで、特に焼き物に関しては天才的なセンスを持っているが、客が本当に求めている料理を見抜く洞察力やそれを考え付くための発想力および機転においては園場に劣る。いつも笑顔を絶やさず人当たりも良いが、経営の観点を考慮せず常に最高の素材や料理に拘る、正しいと思うことは相手への配慮もなく口に出し持論を曲げない、という厄介な癖がある。
実家は農業を営んでいる。結婚相談所を通じて樋上募を紹介され、GUEST.93で結婚式を挙げた。
名前の由来は「御怒り」から。「怒」の漢字を分解すると「奴」「心」となる。

安徳天皇
源氏に追われ、二位の尼と共に海に飛び込み入水したところでヘブンズドアに飛ばされてきた少年。ジャンヌやヴォルフと同じく現代に残ることになる。裁判所による戸籍の発行の後、有賀家に引き取られてそこで暮らす。皆からは安徳様、あるいは諱である言仁（ときひと）、ときくんと呼ばれている。
思考言動ともに聡明、何気ない立ち振る舞いから放たれる威光の前に大人たちはつい低姿勢になり、タイムスリップしてくる政治的大物からも敬意を表されているが、基本的にやんちゃで好奇心旺盛、野球に興味を示し母親を恋しがるという年相応の幼さの持ち主。
平安時代の高貴な身分であるため肉食経験が無かったと思われ、肉料理が苦手（我慢すれば食べられる）。
GUEST.21より「有賀言仁」として一増（ひとまず）小学校2年3組に編入している。
一増小学校2年3組
言仁の編入した2年3組は日本人のほうが少ない。そのため言仁の大時代的な言動や世間知らずも比較的目立たずにすんでいる。
担任
- 吹田真理（ふきた まり） -若手の女性教諭。独身。

クラスメイト
出身国の言語は無論のこと、ロシア語(GUEST.21)、ラテン語(GUEST.24,25)の会話も誰かしらかが行える。
- ジョーダン・ヨセ（アメリカ） - 陽気で元気で難しいことは考えない。
- グ・スン（ベトナム） - いつも涙ぐんでおり、口を開けば泣き言ばかり言う。
- 美杏（めい しん,台湾） - 風水などにこだわる辛辣な毒舌家、日本人に受けるという理由から意図的にアルヨことばで話しており、言仁にストレートに好意を示す。
- 詰手礼（つんで れい,日本） - 言仁の隣の席。ロリコンの教師にセクハラを受けていたところを言仁に助けられて好意を持つが、名前の通りツンデレなので素直に認めようとしない。
- マリオ・ワルド（イタリア） - 「ゲームは任せろ」と豪語する。「じゃない?」が口癖。

面津 駆（めんつ かける）　
GUEST.19から登場。食品・飲料メーカー『カントリー』の御曹司。次期社長としての手腕を証明するべく、新規ビジネス、『カントリー』系列レストランの食材仕入れなど、何かにつけて、園場たちと張り合う間柄。園場とはお互い友人関係では無いと言いあう信用あらざる仲であるが、自分の評価と違う行動を取ると文句を言ってくるややこしい御仁。御奴とは学生時代から交流関係がある。
オックスフォードに留学していたと称しており、簡単な日本語を意味もなく英単語に訳して言い直す癖がある。
料理はもっぱらスタッフ任せで、調理師免許を持っているかどうかも怪しい人物。経営手腕の方も疑問符がつくという、園場とは違ったタイプのダメ人間（有賀評）。作者曰く園場のライバルとして出そうとしたが、人格者にすると園場に反感が向かうので、園場とは別のタイプのダメ人間として設定された。ヘブンズドアの不可思議を認識しているが、本来の天然ボケ気質もあってか気に留めていない節がある。
名前の由来は「メンツをかける」から。
テレビドラマ版では、ヘブンズドアの先代時代から勤務するスーシェフ（副料理長）。先代が亡くなった後にシェフ昇格を目論んだが園場がシェフになったため頓挫する。このこともあり、園場を料理人としてライバル視している。都内料理コンテストで2位を獲得したこともある実力を持つが、優勝はできないので「永遠の2番手」とも揶揄される。
クルンテープ
GUEST.23でナレースワンと共に、ヘブンズドアにやってきた軍鶏。ナレースワンは対価としてクルンテープを渡したため、クルンテープはそのまま店で飼われることになった。園場を背後から蹴り倒す癖がある。
茂野月 好美（ものづき このみ）
GUEST.30から登場。園場の見合い相手。
ホテルインターナショナル・コンチネンタル東京ベイの会長の娘で、渋谷のアパレルに勤める25歳。園場の遠い遠い縁戚にあたる。
前向きな性格で、若い女性らしい感性や思考の持ち主であると同時に、変わったものや面白いものが好き。園場の独特の感性や価値観が気に入り、本気で交際を進め、求婚を匂わす園場の言にも笑顔で同意している。趣味はZ級映画鑑賞。
祖父から合気道の指導を受けており、刃物を持った暴漢複数人を同時に制圧できる実力を持つ。
ジャンヌと同一の魂の持ち主であり、最終話で統合される。ジャンヌの主観からだと好美の巨乳が重く感じることもあるが、好美とジャンヌとどちらが主体というわけではなく、どちらの意識、記憶も残されていて、多少の混乱はあるもののゆるやかに混ざり合っていっている。
紀伊 太郎（きい たろう）、根津 実男（ねづ さねお）、猫田（ねこた）、村（むら）
GUEST.38から登場。「モナ・リザ」というレストランで働いていたが、経営者がギャンブルで借金を作って夜逃げをしたため、若手のスタッフで新しく「ヘブンズ・ドア 2号店」を園場に無断で開業する。
猫田、村は女性で、人手が足りないときにはヘルプとして手伝いに来ることもある。
一瀬 一大（いちせ いちだい）
ソムリエ。園場の父の代にヘブンズドアで働いてたことがあり、園場や御奴とも面識がある。GUEST.55より登場。
ギャンブル好きで、園場の父が倒れる前に、約57万円の店の金を持ち逃げしている。嫁は男を作って逃げており、娘の風美とホームレス同様の暮らしをしていたが、ちゃんと風美を育てるためにヘブンズドアへの再就職を希望してやって来る。
ワインと料理のマリアージュの知識は豊富であり、スパイス類にも詳しい。
コミックス12巻描き下しの著者解説によれば、『ゲゲゲの鬼太郎』（水木しげる）のねずみ男的に、いつ園場を裏切るか判らない緊張感を持たせたとのこと。
一瀬 風美（いちせ ふうび）
一大の娘。GUEST.55より登場。ショートヘアでかなり癖のある天然パーマ。
未就学児童ながら親に似ず、かなりのしっかり者。一大の駄目な面を理解しながらも支えようとしており、一大がギャンブルにつぎ込まないよう給料の管理も行っている。跡継ぎのための血縁を求める資産家である母方の祖母の元へ彼女の将来を思った一大に涙ながらに送り出されるが、高級品を壊して回って自ら追い出され、一大の元へ戻る。以後は一大と共に暮らし、ヘブンズドアで手伝いをしている。
作中最年少で、身近な年下ということもあり、普段は末っ子的なふるまいの言仁も『お兄ちゃん』の振る舞いを取ろうとする。
コミックス12巻描き下しの著者解説によれば、しっかり者という点で前田とキャラクターが被っている。
岸 開成（きし かいせい）
日本の外務大臣（後に副総理）。GUEST.53より登場。
骨董品収集が趣味であり、織田信長の残した備前長船光忠を質草にヘブンズドアの改装資金を提供している。その後もちょくちょくヘブンズドアを利用したり、つながりを持っている。
篠火 依（しのび より）
GUEST.44に園場に恋するストーカーとして登場。GUEST.60で再登場し、ヘブンズドアの手伝いなども行っている。
他者とのコミュニケーションに難があるかと思われていたが、客のオーダーを受けて正確に伝える（料理から特定材料を抜くなどの注文を伝える）など接客の適正は高かった。逆に皿洗いなど裏方仕事は作業は丁寧ながらも効率は高くない。料理専門学校を出ており調理師免許を有している。腕の方も有賀らによれば簡単なコース料理は任せて大丈夫だとお墨付きをもらっている。園場の喉元に突き付けた包丁を店にいるとき帯刀しているが、ほとんど誰も気にしない。成人式での晴れ着姿を見た知恵から美人と評されている。そばかすが作中登場人物的トレードマーク。
営洋 映花（えいよう えいか）
GUEST.75から登場。園場の幼馴染の女性で、同じ小学校に通っていた。外資系不動産会社に勤務している。会社を通じて岸とも面識はある。
ヘブンズドア共同経営者としてレストランの建物の売却を言い渡しに来る。これは認知症が悪化した父を施設に入れるための資金が必要になったため。ロッキー・マルシアノが無利息、無期限で貸与した資金で、この問題は解決したが、小学校のときに園場からもらった「お願い券」（期間無期限で何でも言うことを聞く券。10枚つづり）で料理による問題解決を依頼してくる。
御奴と樋上が結婚するにあたって新居となる賃貸住宅を紹介した。
営洋 栄達（えいよう えいたつ）
映花の父親。認知症を発症し、悪化してきたため施設に入っている。
園場の父の代にレストランで働いていたこともあり、映花ともども園場、御奴、一瀬とも面識があり、施設へ見舞に訪れている。園場の父にヘブンズドア建築時の資金を貸与していため、完済までは書類上レストランの共同経営者という扱いである。また一瀬も栄達から借金をしている。
GUEST.112でのヘブンズドアの一大危機に際しまさかの回復を果たし、シェフとして現役に復帰する。

偽ヘブンズドア→ヘブンズドア3号店の3人組
GUEST.45から登場。3人でオムライスを売るケータリング業を行っていたがうまくいかず、偶然出会った源義経に唆され、既にマスコミにも取り上げられて知名度があったヘブンズドアを騙ってケータリングとコンサルタント詐欺を行っていた。
事件の解決後は補填としてヘブンズドア本店でしばらくタダ働きをさせられていたが、その中で園場からオムライスの作り方を伝授され業務を再開、GUEST.64より正式な暖簾分けを受けて「ヘブンズドア 3号店」として本店の宣伝も兼ねた移動販売を行っている。
一時は悪事に手を染めていたが、暖簾分け以前にも本店のピンチの際に駆けつけるなど本質的には悪人ではなく、暖簾分け以降も、多少調子に乗って園場に諌められることはあれど、基本的には真面目に仕事に取り組み続けている。
小水（こすい）
偽ヘブンズドアの頃は園場の名を騙っていた、細面の眼鏡の青年。料理人としての腕は悪くなく、園場からヘブンズドア風オムライスを教わって以降、忠実にその味を守り続けている。
甲斐（かい）兄妹
小水とともに行動している、偽ヘブンズドアの頃に御奴を騙っていた女料理人と、その兄である大柄な強面の男性。二人とも垂れ目で糸目が特徴。
樋上 募（ひがみ つのる）
御奴が結婚相談所で紹介された男性。実家は医者で兄2人も医学部卒。
御奴より年下（初登場時25歳）で塾講師をしている。塾での教え方には自分なりの考えがあり、独自のカリキュラムなども作成している。
物事をネガティブな方向に捉えては一人で余計にネガティブ思考に陥っていくという、園場そっくりな性格をしている。
GUEST.93で御奴と結婚式を挙げた。
フィズ・テキサス
GUEST.94から登場した、夜間中学におけるジャンヌのクラスメート。
新撰組や忍者など、いわゆる時代劇文化を愛好するアメリカ人の白人美女で、ゆくゆくは日本の大学に進学して日本人男性と結婚して日本で暮らすことを希望している。
某新法のために勤め先を失い困っていた所、ジャンヌの勧めでヘブンズドアに勤務することになる。
常に帽子などを目深に被っており、流暢だが渡世人を彷彿とさせる男性的な口調の日本語を喋る。
テレビドラマ版オリジナル登場人物
天然 剛（てんねん つよし）
元不良、落ちこぼれのヘブンズドアのギャルソン。特に目標もなく働いていた。勤務時間中でも合コンのメールのやり取りを頻繁に行っている。
謎の常連客
先代からの常連客でヘブンズドアにいつも来ているが、園場らは正体を知らない。
その正体は最終話でほのめかされてはいるが、千恵のナレーションで「正体は観客の想像に任せる」と語られている。

### 『最後の小料理屋』の登場人物
成 雪（なり ゆき）
小料理屋「まほろば」で働いている園場 凌の従兄妹で、眼鏡とおさげ髪、アホ毛に頭の両側につけた蝶の髪飾りが主な特徴。自己陶酔および自己憐憫が激しく、寄ってくる男はダメンズばかりという「ダメ男を呼びよせる」女。
美人だが常に自らの不幸を嘆き、それを他者に責任転嫁し、何かにつけて自殺をほのめかしながらも結局は自身の命を惜しむという、園場に負けず劣らずのダメ人間である。
店にやって来るダメ男（臨終間際の有名人）に心惹かれるも、意外と男の選り好みが激しく、最終的に塩をまいて追っ払うのが常である。
笹谷 きん（ささや きん）
小料理屋「まほろば」の女将。分厚い唇と極端につぶらな瞳、モジャモジャヘアが特徴。雪のネガティブな言動に日々ツッコみ、直接的な被害（詐欺被害にあった雪に店の金を一度ならず着服されている）すら被りつつも雇い続ける懐の深い中年女性。物知りで、突然やって来る客（臨終間際の有名人）の好物や逸話やよく知っている。ヘブンズドアでは客の対価は忘れ物として保管されているが、まほろばでは雪には内緒で売却している。
鷺谷 空（さぎや そら）
雪の友人。雪にマルチ商法や和牛商法を持ちかける。
本編にも登場し、中小企業診断士を名乗って園場にクーポン企業への加盟を持ち掛けた他、たびたび来店していた若きころの豊臣秀吉をヘブンズドアのオーナーと勘違いして、セミナー商法的なアドバイスを行っている。

## ゲスト・注文内容・料金対価リスト
前述したように本作のゲストは非業の最期を遂げた歴史上の有名人である。「対価」は有名人たちが料理の対価として残していった物を指す。明示的に対価として渡された物もあれば、忘れ物のような形で残されていた物もあり、これらは原則的に換金されることなく「忘れ物」としてヘブンズドア店内に保管されている。また複数個残すこともある。ヘブンズドアの店内にタイムスリップしてくる話が多いが、庭先や園場たちの外出先にタイムスリップしてくるケースもある。GUEST.99～103の一連のエピソードでは、これまでとは逆に園場らがヘブンズドア3号店のキッチンカーごと戦国時代にタイムスリップしてゲストに料理を提供するという展開が描かれた。
スピンオフである『最後の小料理屋』では、対価を受け取らなくても、雪から塩をかけられて店から追い出されると帰っている。
| 巻数 | 話数        | ゲスト                                   | 注文内容                                     | 対価                                          |
| ---- | ----------- | ---------------------------------------- | -------------------------------------------- | --------------------------------------------- |
| 1    | 1           | 織田信長                                 | どこの誰も食べたことのない空前絶後の料理     | 備前長船光忠                                  |
| 1    | 2           | マリー・アントワネット                   | 何が食べたいか当ててごらんなさい             | マリー・アントワネットブルー（指輪）          |
| 1    | 3           | ガイウス・ユリウス・カエサル             | 伝説になるような一皿                         | デナリウス銀貨数十枚                          |
| 1    | 4           | 坂本龍馬                                 | 未来の料理というものを見せてみろ             | 亀山焼きの皿数枚                              |
| 1    | 5           | ジャンヌ・ダルク                         | 奇跡の一皿                                   | なし                                          |
| 2    | 6           | アドルフ・ヒトラー                       | "幸福"を知る一皿                             | ランゲ&ゾーネの懐中時計                       |
| 2    | 7           | ビリー・ザ・キッド                       | 本当においしいもの                           | シーテッド・リバティ硬貨数枚                  |
| 2    | 8           | クレオパトラ7世フィロパトル              | お持ちの真珠の値打ちに見合う料理             | 身に着けていた大粒の真珠                      |
| 2    | 9           | サルバドール・ダリ                       | ダリを表現した一皿                           | ダリ直筆イラストの描かれた色紙                |
| 2    | 10          | 関羽                                     | 感涙する一皿                                 | 青龍偃月刀                                    |
| 3    | 11          | 土方歳三                                 | 死んだホタルイカを生き返らせてみよ           | 軍服の上着                                    |
| 3    | 12          | ナポレオン・ボナパルト                   | 人類の歴史と英知を味わえる一皿               | 紅玉髄製の八角形の印章による署名と捺印        |
| 3    | 13          | エリザベート・アマーリエ・オイゲーニエ   | 最高に贅沢な一皿                             | クロイツァー銅貨1枚                           |
| 3    | 14・15      | 安徳天皇                                 | 安徳様のお口に合う料理                       | なし                                          |
| 4    | 16          | エイブラハム・リンカーン                 | 大統領が食べても恥ずかしくないアップルケーキ | シルクハット                                  |
| 4    | 17          | 澤村榮治                                 | どんな高い期待にも応えられる料理             | 野球のボール                                  |
| 4    | 18          | モハンダス・カラムチャンド・ガンディー   | 「欲望」に基づかない食事                     | 愛用の杖                                      |
| 4    | 19・20      | リチャードⅠ世                            | 王にふさわしい料理                           | エクスカリバー                                |
| 5    | 21          | ラスプーチン                             | 記憶を取り戻す料理                           | 燭台                                          |
| 5    | 22          | メアリー・スチュアート                   | 自分の血と肉で料理をつくれ                   | ロザリオ                                      |
| 5    | 23          | ナレースワン                             | 勝利をもたらす縁起の良い料理                 | クルンテープ（軍鶏）                          |
| 5    | 24・25      | ハンニバルとスキピオ                     | ローマが泣いて悔しがる料理                   | 各々のプギオ                                  |
| 6    | 26          | ロバート・ファルコン・スコット           | 英国人らしいスープ                           | 南極の石                                      |
| 6    | 27・28      | 戦艦大和乗員一同3,332名                  | 大和ならではの料理                           | 海軍魂注入棒                                  |
| 6    | 29          | 楊玉環（楊貴妃）                         | 愛を証明する料理                             | 簪                                            |
| 6    | 30          | ウァレンティヌス                         | 結婚を表現した料理                           | 羽ペン                                        |
| 7    | 31          | マタ・ハリ                               | 大切なものを示す料理                         | 偽物のダイヤの指輪                            |
| 7    | 32・33      | 切り裂きジャック                         | 食べたくて仕方なくなる料理                   | 各々の凶器（ナイフ、メスなどの短刀類）        |
| 7    | 34          | 忠犬ハチ公                               | ハチであることを証明する料理                 | 一円札                                        |
| 7    | Y.1         | 太宰治                                   |                                              |                                               |
| 7    | Y.2         | 石田三成                                 |                                              | なし                                          |
| 7    | Y.3         | 伊藤博文                                 |                                              | 一円札                                        |
| 8    | 35          | ボニーとクライド                         | 刺激的な料理                                 | コカ・コーラの瓶                              |
| 8    | 36・37      | 玄奘                                     | 悟りに至る料理                               | 数珠、払子                                    |
| 8    | 38          | 真田幸村                                 | -                                            | 真田銭の描かれた扇子                          |
| 8    | Y.4         | 大塩平八郎                               |                                              | 二分金                                        |
| 8    | Y.5         | 近藤勇                                   |                                              |                                               |
| 8    | Y.6         | 東條英機                                 |                                              |                                               |
| 9    | 39          | 真田幸村                                 | 慰めの料理                                   | 陣羽織                                        |
| 9    | 40          | マーチン・ルーサー・キング・ジュニア     | 愛と平和の料理                               | 旧5ドル紙幣                                   |
| 9    | 41          | アナスタシア・ニコラエヴナ・ロマノヴァ   | 家族団らんの食事                             | 服に縫い込んであった宝石                      |
| 9    | 42          | シャクシャイン                           | 料理でアイヌと書け                           | 煙草入れ                                      |
| 9    | 43          | ヴォルフガング・アマデウス・モーツァルト | 他人においしさを伝えられる料理               | 新曲「パリパリポークカツ」の直筆楽譜          |
| 10   | 44          | フィンセント・ウィレム・ファン・ゴッホ   | 想いのこもった日本の料理                     | ひまわり畑の絵                                |
| 10   | 45・46      | 源義経 武蔵坊弁慶                        | 義経再興の料理                               | 砂金                                          |
| 10   | 47          | マリリン・モンロー                       | そのままの私のための料理                     | 日記（手帳）                                  |
| 10   | 48          | ホレーショ・ネルソン                     | 死地に赴くための料理                         | 望遠鏡                                        |
| 11   | 49・50      | 木下藤吉郎・羽柴秀吉・豊臣秀吉           | 豪華で質素な料理                             | 天正大判                                      |
| 11   | 51          | アルキメデス                             | 科学を活かした料理                           | シラクサのテトラドラクマ                      |
| 11   | 52          | ジル・ド・レ                             | ジャンヌと一緒に肉料理を                     | ペンダント                                    |
| 11   | 53          | ルートヴィヒ2世                          | ロマンあふれる一皿                           | ヘブンズドアの改装図面                        |
| 12   | 54          | ホセ・リサール                           | 民族の根を示す料理                           | 山高帽                                        |
| 12   | 55・56      | 西郷隆盛、明智光秀                       | 互いを理解し合う料理                         | 各々の佩刀                                    |
| 12   | 57・58      | アレクサンドロス3世                      | 征服の果てにある料理                         | 月桂冠                                        |
| 13   | 59          | ポカホンタス                             | 故郷の料理                                   | 外套                                          |
| 13   | 60          | カイウラニ                               | 懐石料理                                     | 講演料                                        |
| 13   | 61          | エカチェリーナ2世                        | ハートを射止める料理                         | 園場への接吻                                  |
| 13   | 62          | アメリア・イアハート                     | 目的地の料理                                 | 飛行帽と飛行眼鏡                              |
| 13   | 63          | 細川ガラシャ                             | 神の存在を感じる料理                         | 櫛                                            |
| 14   | 64          | ジョン・F・ケネディ                      | アメリカらしいハンバーガー                   | ハーバード大学のカレッジリング                |
| 14   | 65          | エルネスト・ゲバラ                       | 生き直す料理                                 | ベレー帽                                      |
| 14   | 66          | ベニート・ムッソリーニ                   | イタリアの気骨を示す料理                     | 軍服の上着                                    |
| 14   | 67          | マクシミリアン・ロベスピエール           | 自身の姿を映し出す料理                       | フリントロック式の拳銃                        |
| 14   | 68          | 大久保利通                               | ハメを外す料理                               | 一圓金貨                                      |
| 15   | 69          | コナン・ドイル                           | うんざりした気分を救う料理 他人を救う料理    | 愛用のステッキ                                |
| 15   | 70          | 夏目漱石                                 | お袋の味                                     | 名前の刻印入りの万年筆                        |
| 15   | 71          | アガサ・クリスティ                       | ワクワクする料理                             | 老眼鏡                                        |
| 15   | 72          | 小泉八雲                                 | 人生を噛みしめる料理                         | 雨月物語（浅茅が宿）の語り聞かせ              |
| 15   | 73          | ウィリアム・シェイクスピア               | 真の喜びの料理                               | 小道具の短剣                                  |
| 16   | 74          | 釋迦ヶ嶽雲右エ門                         | 自分の真価を知る料理                         | 小判                                          |
| 16   | 75          | ロッキー・マルシアノ                     | チャンピオンのパスタ                         | 持ち歩いていた約10万ドル分の紙幣              |
| 16   | 76          | アベベ・ビキラ                           | オンリーワンのフランス料理                   | 腕時計と名入りのハンカチ                      |
| 16   | 77          | 嘉納治五郎                               | 自他共栄の料理                               | 10ドル紙幣                                    |
| 16   | 78          | ジャッキー・ロビンソン                   | 希望の料理                                   | ジャッキー・ロビンソンのサインボール          |
| 17   | 79          | 武田信玄                                 | 「信」より大切なものを示す料理               | 諏訪法性兜                                    |
| 17   | 80          | 上杉謙信                                 | 道を示す料理                                 | 戦国時代の酵母菌（コウジカビ）                |
| 17   | 81          | 伊達政宗                                 | 一番おいしい卵料理                           | 煙管                                          |
| 17   | 82          | 毛利元就                                 | 贅沢な料理                                   | 家紋（一文字三星）入りの香枕                  |
| 17   | 83          | 徳川家康                                 | 夢の料理                                     | 家紋（三つ葉葵）入りの印籠                    |
| 18   | 84          | 西太后                                   | 平民のおもてなし                             | 扇子                                          |
| 18   | 85          | ユリア・アグリッピナ                     | 無償の愛の料理                               | ティアラ                                      |
| 18   | 86          | 北条政子                                 | 気持ちを楽にする料理                         | 懐中仏                                        |
| 18   | 87          | バートリ・エルジェーベト                 | 人生を選択する料理                           | 一本のブロッコリースプラウト                  |
| 18   | 88          | ジョゼフィーヌ・ド・ボアルネ             | 愉快な気分になれる料理                       | ナポレオンの肖像画                            |
| 19   | 89          | アルフレッド・ノーベル                   | 成功を味わいたい                             | ノーベル賞の構想を遺言として自筆したノート3冊 |
| 19   | 90          | 平賀源内                                 | 人生の縮図の料理                             | 野生の鹿避けに犬を飼う勧めを書いた紙          |
| 19   | 91          | ウィルバー・ライト,オーヴィル・ライト    | 飛ぶような料理                               | 履いていた靴                                  |
| 19   | 92          | レオナルド・ダ・ヴィンチ                 | 「発見」のある料理                           | 目についたものを書き留めてある自筆のノート    |
| 19   | 93          | トーマス・エジソン                       | 死者と交信する料理                           | 自作の霊界通信機                              |
| 20   | 94          | アル・カポネ                             | メンツを立てる料理                           | 指輪                                          |
| 20   | 95          | 国定忠治                                 | 「本物」の料理                               | 長脇差                                        |
| 20   | 96          | エドワード・ティーチ                     | 「思い出」の料理                             | 財宝の所在を記した地図                        |
| 20   | 97          | ゴットフリード・フォン・ベルリヒンゲン   | 人生をやり直す料理                           | 義手                                          |
| 20   | 98          | オヤケアカハチ                           | 甘いもの                                     | 刀                                            |
| 21   | 99          | 千利休                                   | 生と向き合うおもてなし                       | 茶杓                                          |
| 21   | 100         | 弥助                                     | 心を開く料理                                 | 骨を削って作った短刀                          |
| 21   | 101         | 織田有楽斎                               | 老いて楽しむ料理                             | 甲州露一両金                                  |
| 21   | 102         | 細川忠興                                 | 笑える料理                                   | 上野焼の茶碗                                  |
| 21   | 103         | 古田重然                                 | 園場の自信作                                 | 多数の織部焼                                  |
| 22   | 104         | ジャン・アンリ・ファーブル               | 新しい料理                                   | キノコなどのスケッチ画                        |
| 22   | 105         | アイザック・ニュートン                   | 自分相応の料理                               | プリンキピアの原本3冊                         |
| 22   | 106         | マリ・キュリー                           | 美しい料理                                   | ロケットペンダント                            |
| 22   | 107         | 野口英世                                 | 日本の料理 ただし日本のものではない          | 顕微鏡                                        |
| 22   | 108         | ガリレオ・ガリレイ                       | 事実を示す料理                               | 振り子時計の図面                              |
| 23   | 109         | ネロ                                     | 満足のいく料理                               | 冠                                            |
| 23   | 110         | 始皇帝                                   | 不老不死の料理                               | 冕冠                                          |
| 23   | 111         | チンギス・カン                           | 生きた証の料理                               | 複合弓                                        |
| 23   | 112         | ジェーン・グレイ                         | ジャンヌの「愛」の料理                       | 頭髪の一部                                    |
| 23   | LAST（113） | ???                                      | 主と共に楽しめる料理                         | ペアネックレス                                |

## 書誌情報
- 藤栄道彦『最後のレストラン』新潮社〈BUNCH COMICS〉、全23巻
  1. 2011年12月9日発売、ISBN 978-4-10-771641-5
  2. 2012年6月8日発売、ISBN 978-4-10-771662-0
  3. 2013年3月9日発売、ISBN 978-4-10-771699-6
  4. 2013年11月9日発売、ISBN 978-4-10-771724-5
  5. 2014年7月9日発売、ISBN 978-4-10-771760-3
  6. 2015年3月9日発売、ISBN 978-4-10-771805-1
  7. 2015年12月9日発売、ISBN 978-4-10-771861-7
  8. 2016年4月9日発売、ISBN 978-4-10-771889-1
  9. 2017年1月7日発売、ISBN 978-4-10-771948-5
  10. 2017年11月9日発売、ISBN 978-4-10-772026-9
  11. 2018年6月9日発売、ISBN 978-4-10-772092-4
  12. 2018年12月7日発売、ISBN 978-4-10-772144-0
  13. 2019年6月8日発売、ISBN 978-4-10-772194-5
  14. 2019年12月9日発売、ISBN 978-4-10-772242-3
  15. 2020年5月9日発売、ISBN 978-4-10-772285-0
  16. 2020年10月9日発売、ISBN 978-4-10-772328-4
  17. 2021年5月8日発売、ISBN 978-4-10-772390-1
  18. 2021年11月9日発売、ISBN 978-4-10-772446-5
  19. 2022年5月9日発売、ISBN 978-4-10-772498-4
  20. 2022年11月9日発売、ISBN 978-4-10-772545-5
  21. 2023年7月7日発売、ISBN 978-4-10-772623-0
  22. 2023年11月9日発売、ISBN 978-4-10-772667-4
  23. 2024年6月7日発売、ISBN 978-4-10-772724-4

## テレビドラマ
NHK BSプレミアムの『プレミアムよるドラマ』枠で、2016年4月26日23時15分から同23時44分まで全8回で放映。

### キャスト
キャスト
- 園場凌 - 田辺誠一
- 有賀千恵- 福田麻由子
- 前田あたり - 木南晴夏
- 面津駆 - 鈴木浩介
- 天然剛 - 石黒英雄
- ジャンヌ・ダルク - トリンドル玲奈（第三皿 - 第七皿）
- 謎の常連客 - 大和田獏

ゲスト
第一皿
- 織田信長 - 竹中直人
- 森蘭丸 - 山口大地
- 濃姫 ‐ 阿南敦子
- ト字たかお
- 神保悟志

第二皿
- クレオパトラ - 小沢真珠
- オクタヴィアヌス - 神保悟志

第三皿
- 司祭 - 神保悟志

第四皿
- 土方歳三 - 松田悟志
- 神保悟志

第五皿
- マリー・アントワネット - シルビア・グラブ
- 井上肇
- 憲兵 - 神保悟志

第六皿
- ナポレオン・ボナパルト - 武田鉄矢
- 鷺田実行 ‐ 佐戸井けん太
- ハドソン・ロー - 神保悟志

第七皿
- 楊貴妃 - 山村紅葉
- 玄宗 - 麿赤児
- 高力士 - 神保悟志

最終回
- 坂本龍馬 - 池内万作
- 中岡慎太郎 - 神保悟志
- 千恵の母 ‐ 舟木幸

### スタッフ
- 脚本:高山直也[61]、谷岡由紀[63]
- 演出:近藤俊明[61]、鴨川哲郎
- 制作統括:磯智明[61]、櫻井美恵子（国際放映）[61]
- 音楽:辻陽[63]
- 殺陣指導:車邦秀

### 放送日程
| 放送回 | 放送日  | サブタイトル                   | 脚本              | 演出     |
| ------ | ------- | ------------------------------ | ----------------- | -------- |
| 第一皿 | 4月26日 | 織田信長様御来店               | 高山直也          | 近藤俊明 |
| 第二皿 | 5月03日 | クレオパトラ様御来店           | 高山直也          | 近藤俊明 |
| 第三皿 | 5月10日 | ジャンヌ・ダルク様御来店       | 高山直也          | 近藤俊明 |
| 第四皿 | 5月17日 | 土方歳三様御来店               | 高山直也          | 近藤俊明 |
| 第五皿 | 5月24日 | マリー・アントワネット様御来店 | 谷岡由紀          | 鴨川哲郎 |
| 第六皿 | 5月31日 | ナポレオン・ボナパルト様御来店 | 高山直也          | 近藤俊明 |
| 第七皿 | 6月07日 | 楊貴妃様御来店                 | 谷岡由紀 高山直也 | 近藤俊明 |
| 最終回 | 6月14日 | 坂本龍馬様御来店               | 高山直也          | 近藤俊明 |

### コラボレーション
同じ、歴史をテーマにした番組同志として、2016年5月18日のNHK Eテレ「先人たちの底力 知恵泉」とのコラボレーションを行い、「知恵泉」キャスターの近田雄一が「最後のレストラン・第4皿」にカメオ出演、さらに当番組からは田辺が「知恵泉」にカメオ出演した